# بزرگراه وهن‌آباد
بزرگراه وهن‌آباد که از قدیم با نام جاده وهن‌آباد یا با جاده وهن‌آباد-رباط‌کریم مشهور است، به طول ۱۹/۶ کیلومتر (حدود ۱۲ مایل)، از شریان‌های اصلی شهرستان رباط‌کریم است که از میان دهستان وهن‌آباد و از کنار وهن‌آباد عبور می‌کند. به همین خاطر به این نام شناخته می‌شود.
این بزرگراه با واسطه شهر ورامین و شهر ری و شهر کهریزک را از طریق فشافویه به شهر رباط‌کریم متصل می‌کند و سومین جاده بزرگ شرقی-غربی در جنوب غرب استان تهران پس از آزادراه غدیر و بزرگراه آزادگان است. این بزرگراه از میان دو شهرستان شهرستان ری و شهرستان رباط‌کریم عبور می‌کند.
این بزرگراه در مسیر خود به آزادراه ۵ (تهران-ساوه) و آزادراه ۷ خلیج فارس (تهران-قم) و بزرگراه آیت‌الله سعیدی متصل است.

## مسیر
از سمت شرق ابتدای این بزرگراه، از میانه جاده قدیم تهران-قم آغاز می‌شود که در انتهای آرادکوه و جنگل بیجین قرار دارد. پس از عبور از کنار ویجین بالا، به دریاچه فشافویه می‌رسد. پس از آن در شمال بزرگراه، تیپ ۲۰ مکانیزه رمضان سپاه پاسداران قرار دارد. در این مکان به خاطر ایجاد تقاطع به خاطر عبور آزادراه ۷ خلیج فارس (تهران-قم) از آن مسیر، این بزرگراه از طریق زیرگذر ادامه پیدا می‌کند، هرچند دسترسی و دور برگردان برای ورود و خروج به آزادراه ۷ را ایجاد کرده‌اند و در کمی پایین‌تر ایستگاه پمپ بنزین خلیج فارس هست. در بخش غربی بزرگراه، ابتدا با خط آهن انشعاب اول خط ۱ مترو تهران مواجه هستیم که گفته شده در آینده ایستگاه مترو وهن‌آباد تأسیس خواهد شد.
پس از آن نرسیده به روستای حکیم آباد، معدن شن و ماسه است. سپس با قبرستان تازه تأسیس وادی‌السلام رباط‌کریم مواجه هستیم. پس از پل قطار راه‌آهن سراسری ایران، نخست علی‌آباد و سپس امامزادگان عین و غین و وهن‌آباد و کاظم‌آباد مواجه هستیم. در ابتدای وهن‌آباد، این بزرگراه با جاده شهرستانک و مسیر ورودی غربی امامزادگان عین و غین متقاطع است. سپس تپه سفالی معمورین و مناطق تحت حفاظت وجود دارند. پس از عبور از شترخوار و سفیدار و نصیرشهر، به میدان آیت الله خمینیمی‌رسیم. در پایان، بزگراه آیت‌الله سعیدی و آزادراه تهران-ساوه، بزرگراه وهن‌آباد را به پایان می‌رساند.

## حادثه خیزی
واژگونی خودرو سواری و تصادف در بزرگراه وهن آباد، آن را به یکی از حادثه خیزترین و مرگبارترین بزرگراه‌های جنوب استان تهران تبدیل کرده است.
کمبود روشنایی جاده‌ای وهن آباد و عدم نصب دوربین‌های ترافیکی و نامرغوبی کیفیت آسفالت و ناهمواری سطح جاده، عدم امنیت کافی عدم نصب علائم هشدار راهنمایی و رانندگی و نبود دور برگردان کافی از عواملی است که به پر حادثه شدن بزرگراه تبدیل شده است.
گفته شده سعی شده با نصب چراغ‌های بزرگراهی در چند فاز، از حوادث رخداده جلوگیری کنند.